# Medfödd hypotyreos
Medfödd hypotyreos är ett tillstånd av tyroideahormonbrist vid födseln.
Ungefär 1 av 2500 nyfödda har en allvarligt bristande sköldkörtelfunktion medan ännu fler har mildare nedsättning. Om sjukdomen lämnas oåtgärdad i flera månader leder det till tillväxtrubbning (minskad längdutveckling) och permanent mental retardation.
Behandlingen innebär en daglig dos tyroideahormin (tyroxin) som intas via munnen. Eftersom behandlingen är både enkel, billig och effektiv och eftersom så många är drabbade screenar de flesta industriländer (däribland Sverige) alla nyfödda under den första livsveckan.